# 누가 작전
누가 작전(영어: Operation Nougat)은 1961년과 1962년 네바다 핵 실험장에서 (한 번의 예외를 제외하고) 실시된 44차례의 핵실험 시리즈로, 소련이 핵실험 모라토리엄을 파기한 직후에 이루어졌으며, 미국의 밍크 핵실험은 소련이 차르 봄바를 폭발시키기 전날에 실시되었다. 대부분의 실험은 제한된 핵출력의 지하 실험이었다. 새로운 설계는 도미닉 I 및 II 작전 중 대기권 핵실험에서 추가로 개발될 예정이었다.
도미닉 I 및 II 작전은 누가 작전 이후에 진행될 예정이었으며, 일부 실험은 겹쳤다. 하드택 II 작전은 누가 작전과 핵실험 모라토리엄 이전에 진행되었다.

## 실험

### 앤틀러
앤틀러는 미국이 핵실험 재개를 시작하면서 처음으로 발사된 핵실험이다. 1961년 9월 15일에 발사되었을 때, 터널 입구를 통해 폭발물이 누출되면서 격납 기능이 즉시 상실되어 대부분의 실험 데이터가 손실되었다. 이는 당시 터널 실험에서 반복적으로 발생하던 문제였다. 이 문제는 폭발 구역 위의 물이 폭발 공동으로 유입되어 증발하면서 증기로 빠져나오는 것으로 추정되었다.

### 슈루
슈루는 핵실험 재개 후 로스앨러모스에서 실시된 첫 번째 실험이다. 장치는 길이 32.5 ft (9.9 m)의 캐니스터에 325 ft (99 m) 깊이로 매장되었다. 수직갱은 폭이 32 in (810 mm)이며, 두께 0.5 in (12 1⁄2 mm)의 강철로 라이닝되었고, 캐니스터 위로는 모래로, 지표면까지는 콘크리트로 채워졌다. 실험 후, 샘플링 항공기에 의해 약간의 방사능이 감지되었다.

## 영국의 핵실험
일부 기록에서는 네바다 핵 실험장에서 실시된 첫 번째 영국 핵무기 실험인 팜파스 실험을 누가 작전의 일부로 포함한다. 자세한 내용은 미국 내 영국 핵실험을 참조하라.

## 실험 전체 목록
| 이름            | 날짜 시간 (UT)               | 현지 시간대  | 위치                                                                                         | 표고 + 높이                                | 투하 방식 목적           | 장치                                   | 핵출력      | 낙진                                            | 참고                                          | 비고 |
| --------------- | ---------------------------- | ------------ | -------------------------------------------------------------------------------------------- | ------------------------------------------ | ------------------------ | -------------------------------------- | ----------- | ----------------------------------------------- | --------------------------------------------- | --- |
| 앤틀러          | 1961년 9월 15일 17:00:00.12  | PST (-8 hrs) | NTS U12e.03a 구역 북위 37° 11′ 16″ 서경 116° 12′ 31″ / 북위 37.1879° 서경 116.20863°         | 2,254 m (7,395 ft) - 402.03 m (1,319.0 ft) | 터널, 무기 개발          | W-45                                   | 2.6 kt      | 현장 외에서 누출 감지, 210 kCi (7,800 TBq)      | [ 1 ] [ 8 ] [ 9 ] [ 10 ] [ 11 ] [ 12 ]        | |
| 슈루            | 1961년 9월 16일 19:45:00.12  | PST (-8 hrs) | NTS U3ac 구역 북위 37° 02′ 54″ 서경 116° 02′ 01″ / 북위 37.0484° 서경 116.03367°             | 1,200 m (3,900 ft) - 98.07 m (321.8 ft)    | 지하 수직갱, 무기 개발   | 스캐럽 장치                            | 17 t        | 현장 내에서 누출 감지, 490 Ci (18,000 GBq) 미만 | [ 1 ] [ 8 ] [ 9 ] [ 10 ] [ 11 ] [ 12 ]        | |
| 부머            | 1961년 10월 1일 21:30:00.12  | PST (-8 hrs) | NTS U3aa 구역 북위 37° 02′ 54″ 서경 116° 02′ 07″ / 북위 37.04829° 서경 116.03526°            | 1,200 m (3,900 ft) - 100.64 m (330.2 ft)   | 지하 수직갱, 무기 개발   | 스캐럽 장치                            | 0.1 kt 미만 | 현장 내에서 누출 감지, 2.5 kCi (93 TBq) 미만    | [ 1 ] [ 8 ] [ 9 ] [ 10 ] [ 11 ] [ 12 ]        | |
| 체나            | 1961년 10월 10일 18:00:00.13 | PST (-8 hrs) | NTS U12b.09 구역 북위 37° 11′ 39″ 서경 116° 12′ 28″ / 북위 37.19423° 서경 116.20791°         | 2,250 m (7,380 ft) - 255.42 m (838.0 ft)   | 터널, 무기 개발          | 체체 및 애로우                         | 20 kt 미만  | 현장 내에서 누출 감지, 760 Ci (28,000 GBq)      | [ 1 ] [ 8 ] [ 9 ] [ 10 ] [ 11 ] [ 12 ]        | 피시볼 소드피시와 유사하며, 예상보다 훨씬 낮은 핵출력. |
| 밍크            | 1961년 10월 29일 18:30:00.13 | PST (-8 hrs) | NTS U3ae 구역 북위 37° 02′ 55″ 서경 116° 01′ 55″ / 북위 37.04851° 서경 116.03195°            | 1,201 m (3,940 ft) - 192.1 m (630 ft)      | 지하 수직갱, 무기 개발   | 체체                                   | 20 kt 미만  | 현장 내에서 누출 감지, 500 Ci (18,000 GBq)      | [ 1 ] [ 8 ] [ 9 ] [ 10 ] [ 12 ]               | HT-II 퀘이, HT-I 린든과 유사하며, 핵출력 실패. |
| 피셔            | 1961년 12월 3일 23:04:59.63  | PST (-8 hrs) | NTS U3ah 구역 북위 37° 02′ 45″ 서경 116° 01′ 43″ / 북위 37.04581° 서경 116.02853°            | 1,198 m (3,930 ft) - 363.72 m (1,193.3 ft) | 지하 수직갱, 무기 개발   | 체체                                   | 13.4 kt     | 현장 내에서 누출 감지, 500 Ci (18,000 GBq) 미만 | [ 1 ] [ 8 ] [ 10 ] [ 11 ] [ 12 ] [ 15 ]       | 밍크의 반복 실험으로, 지퍼 고장으로 인해 예상보다 낮은 핵출력. |
| 그놈            | 1961년 12월 10일 19:00:00.0  | MST (-7 hrs) | 뉴멕시코주 칼스배드 근처 북위 32° 15′ 47″ 서경 103° 51′ 57″ / 북위 32.26298° 서경 103.86592° | 1,013 m (3,323 ft) - 360 m (1,180 ft)      | 지하 수직갱, 평화적 연구 | 킹글렛                                 | 3.1 kt      | 현장 외에서 누출 감지                           | [ 1 ] [ 9 ] [ 12 ] [ 16 ]                     | 그놈 프로젝트는 염분 돔에서 발사되었고, 형성된 공동은 직경 170 ft (52 m), 높이 80 ft (24 m)였으며, 일부 방사능이 우발적으로 방출되어 현장 외에서 감지되었다. 수직갱은 남서쪽으로 341 m (1,119 ft) 깊이로 굴착되었다. |
| 매드            | 1961년 12월 13일 18:00:00.16 | PST (-8 hrs) | NTS U9a 구역 북위 37° 07′ 36″ 서경 116° 02′ 59″ / 북위 37.12656° 서경 116.04962°             | 1,254 m (4,114 ft) - 219.15 m (719.0 ft)   | 지하 수직갱, 무기 개발   | 킹글렛                                 | 500 t       | 현장 내에서 I-131 누출 감지, 0                  | [ 1 ] [ 8 ] [ 9 ] [ 10 ] [ 12 ]               | 후직, 스틸워터와 유사하며, 예상보다 낮은 핵출력, 향후 실험을 위한 저핵출력 에너지원 표준화 시도. |
| 링테일          | 1961년 12월 17일 16:35:00.13 | PST (-8 hrs) | NTS U3ak 구역 북위 37° 02′ 35″ 서경 116° 01′ 34″ / 북위 37.04317° 서경 116.02616°            | 1,196 m (3,924 ft) - 362.99 m (1,190.9 ft) | 지하 수직갱, 무기 개발   | 스캐럽                                 | 20 kt 미만  | 현장 내에서 누출 감지, 10 Ci (370 GBq) 미만     | [ 1 ] [ 8 ] [ 10 ] [ 11 ] [ 12 ] [ 15 ]       | XW-54 실험 가능성, 슈루, 부머와 유사, 고핵출력 전술 무기를 위한 소형 경량 시스템 최적화 목적. |
| 페더            | 1961년 12월 22일 16:30:00.13 | PST (-8 hrs) | NTS U12b.08 구역 북위 37° 11′ 42″ 서경 116° 12′ 33″ / 북위 37.1949° 서경 116.20916°          | 2,242 m (7,356 ft) - 247.5 m (812 ft)      | 터널, 무기 개발          |                                        | 150 t       | 현장 외에서 누출 감지, 380 Ci (14,000 GBq)      | [ 1 ] [ 8 ] [ 9 ] [ 10 ] [ 12 ]               | "...결과가 매우 놀랍다.". |
| 스토트          | 1962년 1월 9일 16:30:00.14   | PST (-8 hrs) | NTS U3ap 구역 북위 37° 02′ 41″ 서경 116° 02′ 09″ / 북위 37.04459° 서경 116.03592°            | 1,198 m (3,930 ft) - 302.33 m (991.9 ft)   | 지하 수직갱, 무기 개발   | 크로톤 ("새로운 다점 시스템 시험")     | 5.1 kt      | 현장 내에서 누출 감지, 8 Ci (300 GBq)           | [ 1 ] [ 8 ] [ 10 ] [ 11 ] [ 12 ] [ 15 ]       | 예상대로 수행되었으며, 새로운 다점 폭발 시스템 개발을 위한 첫 번째 시리즈, 아구티, 아르마딜로, 어민, 친칠라 I/II와 유사.                                                                                             |
| 아구티          | 1962년 1월 18일 18:00:00.13  | PST (-8 hrs) | NTS U3ao 구역 북위 37° 02′ 50″ 서경 116° 02′ 07″ / 북위 37.0472° 서경 116.03523°             | 1,200 m (3,900 ft) - 260.95 m (856.1 ft)   | 지하 수직갱, 무기 개발   | 크로톤                                 | 6.4 kt      |                                                 | [ 1 ] [ 10 ] [ 11 ] [ 12 ] [ 15 ]             | 스토트와 유사하게 새로운 10 in (250 mm) 내파 시스템을 위한 개발 시험. |
| 도마우스        | 1962년 1월 30일 18:00:00.13  | PST (-8 hrs) | NTS U3aq 구역 북위 37° 02′ 48″ 서경 116° 02′ 25″ / 북위 37.04679° 서경 116.04034°            | 1,200 m (3,900 ft) - 363.14 m (1,191.4 ft) | 지하 수직갱, 무기 개발   | W50 최종 구성의 체체                   | 10 kt       | I-131 누출 감지, 0                              | [ 1 ] [ 8 ] [ 10 ] [ 11 ] [ 12 ] [ 15 ]       | 구성 최적화 시험, 밍크, 피셔, 라쿤, 도마우스 프라임, 팩랫과 유사. |
| 스틸워터        | 1962년 2월 8일 18:00:00.16   | PST (-8 hrs) | NTS U9c 구역 북위 37° 07′ 38″ 서경 116° 03′ 13″ / 북위 37.1272° 서경 116.05354°              | 1,259 m (4,131 ft) - 181.36 m (595.0 ft)   | 지하 수직갱, 무기 개발   | 킹글렛                                 | 3.1 kt      | I-131 누출 감지, 0                              | [ 1 ] [ 8 ] [ 10 ] [ 11 ] [ 12 ] [ 15 ]       | 매드와 후직과 유사. |
| 아르마딜로      | 1962년 2월 9일 16:30:00.13   | PST (-8 hrs) | NTS U3ar 구역 북위 37° 02′ 37″ 서경 116° 02′ 23″ / 북위 37.04354° 서경 116.03981°            | 1,198 m (3,930 ft) - 239.69 m (786.4 ft)   | 지하 수직갱, 무기 개발   | 크로톤                                 | 7.1 kt      | 현장 내에서 누출 감지, 120 Ci (4,400 GBq) 미만  | [ 1 ] [ 8 ] [ 10 ] [ 11 ] [ 12 ] [ 15 ]       | 새로운 10 in (250 mm) 내파 시스템 개발 시험, 스토트와 유사. |
| 하드햇          | 1962년 2월 15일 18:00:00.1   | PST (-8 hrs) | NTS U15a 구역 북위 37° 13′ 35″ 서경 116° 03′ 37″ / 북위 37.22626° 서경 116.06018°            | 1,532 m (5,026 ft) - 287.43 m (943.0 ft)   | 지하 수직갱, 무기 효과   | 마크 7                                 | 5.7 kt      | I-131 누출 감지, 0                              | [ 1 ] [ 8 ] [ 9 ] [ 10 ] [ 12 ] [ 18 ]        | 지하 구조물 강화 시험. |
| 친칠라 I        | 1962년 2월 19일 16:30:00.13  | PST (-8 hrs) | NTS U3ag 구역 북위 37° 02′ 57″ 서경 116° 01′ 49″ / 북위 37.04905° 서경 116.03023°            | 1,201 m (3,940 ft) - 150.08 m (492.4 ft)   | 지하 수직갱, 무기 개발   | 크로톤                                 | 1.9 kt      | 현장 내에서 누출 감지, 2 Ci (74 GBq)            | [ 1 ] [ 8 ] [ 10 ] [ 11 ] [ 12 ] [ 15 ]       | 새로운 10 in (250 mm) 내파 시스템 시험, 예상대로 수행되었으나, 장치가 1점 안전하지 않음을 보여줌. |
| 코드소          | 1962년 2월 19일 17:50:00.16  | PST (-8 hrs) | NTS U9g 구역 북위 37° 07′ 39″ 서경 116° 02′ 17″ / 북위 37.12743° 서경 116.03806°             | 1,258 m (4,127 ft) - 212.14 m (696.0 ft)   | 지하 수직갱, 무기 개발   | 킹글렛                                 | 2 kt        | 현장 내에서 누출 감지, 1 kCi (37 TBq) 미만      | [ 1 ] [ 8 ] [ 10 ] [ 11 ] [ 12 ] [ 15 ]       | 후직, 허드슨, 아리카리와 유사. |
| 시마론          | 1962년 2월 23일 18:00:00.16  | PST (-8 hrs) | NTS U9h 구역 북위 37° 07′ 44″ 서경 116° 02′ 57″ / 북위 37.12881° 서경 116.04918°             | 1,256 m (4,121 ft) - 304.8 m (1,000 ft)    | 지하 수직갱, 무기 개발   | 스타링의 XW-56 구성                    | 11.9 kt     | 누출 감지, 750 Ci (28,000 GBq)                  | [ 1 ] [ 8 ] [ 10 ] [ 11 ] [ 12 ] [ 15 ]       | 고급 핵탄두 설계 확인, 장치 성능은 예상보다 좋았음. |
| 플래티푸스      | 1962년 2월 24일 16:30:00.13  | PST (-8 hrs) | NTS U3ad 구역 북위 37° 02′ 54″ 서경 116° 01′ 58″ / 북위 37.0483° 서경 116.03264°             | 1,200 m (3,900 ft) - 57.84 m (189.8 ft)    | 분화구 형성, 무기 개발   | 스캐럽                                 | 20 kt 미만  | I-131 누출 감지, 0                              | [ 1 ] [ 8 ] [ 9 ] [ 10 ] [ 12 ]               | 슈루, 부머, 링테일과 유사. |
| 대니 보이       | 1962년 3월 5일 18:15:00.12   | PST (-8 hrs) | NTS U18a 구역 북위 37° 06′ 39″ 서경 116° 21′ 57″ / 북위 37.11091° 서경 116.3658°             | 1,641 m (5,384 ft) - 30 m (98 ft)          | 분화구 형성, 무기 효과   |                                        | 430 t       | 현장 외에서 누출 감지, 850 kCi (31,000 TBq)     | [ 1 ] [ 8 ] [ 9 ] [ 11 ] [ 12 ] [ 15 ] [ 16 ] | 현무암에서 원자 폭파 탄약 (ADM) 분화구 효과 시험, 분화구 265 ft × 84 ft (81 m × 26 m), 설계 핵출력 470 톤. |
| 어민            | 1962년 3월 6일 16:30:00.13   | PST (-8 hrs) | NTS U3ab 구역 북위 37° 02′ 54″ 서경 116° 02′ 04″ / 북위 37.04837° 서경 116.0344°             | 1,201 m (3,940 ft) - 73.15 m (240.0 ft)    | 지하 수직갱, 안전 실험   | 크로톤                                 | 20 kt 미만  | I-131 누출 감지, 0                              | [ 1 ] [ 8 ] [ 9 ] [ 10 ] [ 12 ]               | 새로운 10 in (250 mm) 내파 시스템 시험, 1점 안전성 시험. |
| 브라조스        | 1962년 3월 8일 18:00:00.21   | PST (-8 hrs) | NTS U9d 구역 북위 37° 07′ 20″ 서경 116° 02′ 59″ / 북위 37.12212° 서경 116.04976°             | 1,254 m (4,114 ft) - 256.34 m (841.0 ft)   | 지하 수직갱, 무기 개발   | XW-55 프라이머리                       | 8.4 kt      | 현장 내에서 누출 감지, 1.1 kCi (41 TBq)         | [ 1 ] [ 8 ] [ 10 ] [ 11 ] [ 12 ] [ 15 ]       | 성공적인 시스템 검증 시험, 고급 내파 시스템 개발 시험, 설계 핵출력 5-10 kt. |
| 호그노즈        | 1962년 3월 15일 16:30:00.13  | PST (-8 hrs) | NTS U3ai 구역 북위 37° 02′ 38″ 서경 116° 01′ 55″ / 북위 37.04393° 서경 116.03186°            | 1,198 m (3,930 ft) - 240.33 m (788.5 ft)   | 지하 수직갱, 무기 개발   | 도미닉 작전에서 발사된 지포 장치 시험  | 8 kt        | I-131 누출 감지, 0                              | [ 1 ] [ 8 ] [ 10 ] [ 11 ] [ 12 ] [ 15 ]       | HT-II 머큐리 및 오베론과 유사. |
| 후직            | 1962년 3월 28일 18:00:00.16  | PST (-8 hrs) | NTS U9j 구역 북위 37° 07′ 28″ 서경 116° 02′ 05″ / 북위 37.12437° 서경 116.03483°             | 1,264 m (4,147 ft) - 186.84 m (613.0 ft)   | 지하 수직갱, 무기 개발   | 킹글렛                                 | 3.4 kt      | 누출 감지, 10 kCi (370 TBq)                     | [ 1 ] [ 8 ] [ 10 ] [ 11 ] [ 12 ] [ 15 ]       | 매드와 스틸워터에서 이전에 시험된 장치의 최소 부스트 핵출력 결정 시험, 예상 핵출력 2–3.5 kt, 허드슨 및 아리카리와 유사.                                                                                              |
| 친칠라 II       | 1962년 3월 31일 18:00:00.13  | PST (-8 hrs) | NTS U3as 구역 북위 37° 02′ 49″ 서경 116° 02′ 16″ / 북위 37.04687° 서경 116.03776°            | 1,200 m (3,900 ft) - 136.67 m (448.4 ft)   | 지하 수직갱, 무기 개발   | 크로톤                                 | 2 kt        | 현장 내에서 누출 감지, 10 Ci (370 GBq) 미만     | [ 1 ] [ 8 ] [ 10 ] [ 11 ] [ 12 ] [ 15 ]       | 1점 안전하지 않았던 친칠라 I의 재시험, 스토트와 유사. |
| 도마우스 프라임 | 1962년 4월 5일 18:00:00.13   | PST (-8 hrs) | NTS U3az 구역 북위 37° 02′ 40″ 서경 116° 01′ 27″ / 북위 37.04446° 서경 116.02425°            | 1,197 m (3,927 ft) - 261.03 m (856.4 ft)   | 지하 수직갱, 무기 개발   | W50 구성의 체체                        | 10.6 kt     | I-131 누출 감지, 0                              | [ 1 ] [ 8 ] [ 10 ] [ 11 ] [ 12 ] [ 15 ]       | 핵출력 검증 시험, 설계 핵출력 10.5 kt, 붕소 라이닝된 발사 구멍, 도마우스, 밍크, 피셔, 라쿤, 팩랫, HT-I 린든, HT-II 퀘이와 유사.                                                                                      |
| 패세익          | 1962년 4월 6일 18:00:00.16   | PST (-8 hrs) | NTS U9l (i?) 구역 북위 37° 07′ 03″ 서경 116° 02′ 42″ / 북위 37.11762° 서경 116.04487°        | 1,248 m (4,094 ft) - 233.48 m (766.0 ft)   | 지하 수직갱, 무기 개발   | W47 구성의 로빈                        | 9 kt        | 누출 감지, 600 Ci (22,000 GBq)                  | [ 1 ] [ 8 ] [ 10 ] [ 11 ] [ 12 ] [ 15 ]       | 검증 시험. |
| 허드슨          | 1962년 4월 12일 18:00:00.16  | PST (-8 hrs) | NTS U9n (h?) 구역 북위 37° 07′ 38″ 서경 116° 02′ 45″ / 북위 37.12719° 서경 116.04577°        | 1,253 m (4,111 ft) - 150.88 m (495.0 ft)   | 지하 수직갱, 무기 개발   | 킹글렛                                 | 1 kt        | 누출 감지, 500 Ci (18,000 GBq)                  | [ 1 ] [ 8 ] [ 10 ] [ 11 ] [ 12 ] [ 15 ]       | 아리카리, 후직, 코드소와 유사. |
| 플래트          | 1962년 4월 14일 18:00:00.13  | PST (-8 hrs) | NTS U12k.01 구역 북위 37° 13′ 19″ 서경 116° 09′ 30″ / 북위 37.22198° 서경 116.15832°         | 1,695 m (5,561 ft) - 170.69 m (560.0 ft)   | 터널, 무기 개발          | 킹글렛                                 | 1.9 kt      | 현장 외에서 누출 감지, 1.9 MCi (70 PBq)         | [ 1 ] [ 8 ] [ 9 ] [ 10 ] [ 12 ]               | 핵출력 재현성 시험, 실패, 데모인에서 재시험. |
| 데드            | 1962년 4월 21일 18:40:00.16  | PST (-8 hrs) | NTS U9k 구역 북위 37° 07′ 08″ 서경 116° 01′ 57″ / 북위 37.11895° 서경 116.03237°             | 1,272 m (4,173 ft) - 193.24 m (634.0 ft)   | 지하 수직갱, 무기 개발   | "레일" 장치일 수 있음                  | 3 kt        | 누출 감지, 40 kCi (1,500 TBq)                   | [ 1 ] [ 8 ] [ 10 ] [ 11 ] [ 12 ] [ 15 ]       | |
| 블랙            | 1962년 4월 27일 18:00:00.16  | PST (-8 hrs) | NTS U9p 구역 북위 37° 07′ 06″ 서경 116° 02′ 19″ / 북위 37.11843° 서경 116.03857°             | 1,259 m (4,131 ft) - 217.63 m (714.0 ft)   | 지하 수직갱, 무기 개발   | XW-55 모형의 킹글렛                    | 5 kt        | 누출 감지, 150 Ci (5,600 GBq)                   | [ 1 ] [ 8 ] [ 10 ] [ 11 ] [ 12 ] [ 15 ]       | 열핵 모형. |
| 파카            | 1962년 5월 7일 19:33:00.14   | PST (-8 hrs) | NTS U3ax 구역 북위 37° 02′ 48″ 서경 116° 01′ 32″ / 북위 37.04654° 서경 116.02567°            | 1,199 m (3,934 ft) - 258.32 m (847.5 ft)   | 지하 수직갱, 무기 개발   | 주피 세컨더리를 가진 크로톤 프라이머리 | 8 kt        | 현장 내에서 누출 감지, 10 Ci (370 GBq) 미만     | [ 1 ] [ 8 ] [ 10 ] [ 11 ] [ 12 ] [ 15 ]       | "100 lb/100 kt"급 장치 시험. |
| 아리카리        | 1962년 5월 10일 15:00:00.16  | PST (-8 hrs) | NTS U9r 구역 북위 37° 07′ 39″ 서경 116° 02′ 57″ / 북위 37.12754° 서경 116.04917°             | 1,254 m (4,114 ft) - 166.73 m (547.0 ft)   | 지하 수직갱, 무기 개발   | 킹글렛                                 | 20 kt 미만  | 누출 감지, 2 kCi (74 TBq)                       | [ 1 ] [ 8 ] [ 9 ] [ 10 ] [ 11 ] [ 12 ]        | 허드슨, 후직, 코드소와 유사. |
| 일              | 1962년 5월 19일 15:00:00.16  | PST (-8 hrs) | NTS U9m 구역 북위 37° 07′ 21″ 서경 116° 02′ 53″ / 북위 37.12256° 서경 116.04809°             | 1,253 m (4,111 ft) - 217.63 m (714.0 ft)   | 지하 수직갱, 무기 개발   | 킹글렛                                 | 4.5 kt      | 현장 내에서 누출 감지, 1.9 MCi (70 PBq)         | [ 1 ] [ 8 ] [ 10 ] [ 11 ] [ 12 ] [ 15 ]       | 성공적. |
| 화이트          | 1962년 5월 25일 15:00:00.15  | PST (-8 hrs) | NTS U9b 구역 북위 37° 07′ 29″ 서경 116° 03′ 10″ / 북위 37.12479° 서경 116.05287°             | 1,253 m (4,111 ft) - 192.63 m (632.0 ft)   | 지하 수직갱, 무기 개발   | XW-58 구성의 킹글렛                    | 8 kt        | 누출 감지, 1.6 kCi (59 TBq)                     | [ 1 ] [ 8 ] [ 10 ] [ 11 ] [ 12 ] [ 15 ]       | 새크라멘토와 유사. |
| 라쿤            | 1962년 6월 1일 17:00:00.14   | PST (-8 hrs) | NTS U3ajs 구역 북위 37° 02′ 44″ 서경 116° 02′ 07″ / 북위 37.04556° 서경 116.03534°           | 1,199 m (3,934 ft) - 164.25 m (538.9 ft)   | 지하 수직갱, 무기 개발   | TX-57 구성의 체체                      | 3 kt        |                                                 | [ 1 ] [ 10 ] [ 11 ] [ 12 ] [ 15 ]             | 성공적, 도마우스, 도마우스 프라임, 밍크, 피셔, 팩랫, HT-I 린든, HT-II 퀘이와 유사. |
| 팩랫            | 1962년 6월 6일 17:00:00.12   | PST (-8 hrs) | NTS U3aw 구역 북위 37° 02′ 44″ 서경 116° 02′ 25″ / 북위 37.04567° 서경 116.04015°            | 1,199 m (3,934 ft) - 261.98 m (859.5 ft)   | 지하 수직갱, 무기 개발   | 체체                                   | 13 kt       | I-131 누출 감지, 0                              | [ 1 ] [ 8 ] [ 10 ] [ 11 ] [ 12 ] [ 15 ]       | 성공적 (유사성은 위에 참조), 안전성 향상, 핵출력 증가, 무게 10 lb (4.5 kg) 감소를 위해 내부 개시자 조사. |
| 데모인          | 1962년 6월 13일 21:00:00.12  | PST (-8 hrs) | NTS U12j.01 구역 북위 37° 13′ 20″ 서경 116° 09′ 47″ / 북위 37.22217° 서경 116.16301°         | 1,696 m (5,564 ft) - 185.93 m (610.0 ft)   | 터널, 무기 개발          | 킹글렛                                 | 2.9 kt      | 현장 외에서 누출 감지, 11 MCi (410 PBq)         | [ 1 ] [ 8 ] [ 9 ] [ 10 ] [ 12 ]               | 플래트와 유사. |
| 다만 I          | 1962년 6월 21일 17:00:00.13  | PST (-8 hrs) | NTS U3be 구역 북위 37° 02′ 35″ 서경 116° 01′ 52″ / 북위 37.04303° 서경 116.03103°            | 1,197 m (3,927 ft) - 260.4 m (854 ft)      | 지하 수직갱, 무기 개발   |                                        | 11 kt       | I-131 누출 감지, 0                              | [ 1 ] [ 8 ] [ 10 ] [ 11 ] [ 12 ] [ 15 ]       | 성공적. |
| 헤이메이커      | 1962년 6월 27일 18:00:00.12  | PST (-8 hrs) | NTS U3au(s) 구역 북위 37° 02′ 30″ 서경 116° 02′ 10″ / 북위 37.04154° 서경 116.03612°         | 1,196 m (3,924 ft) - 408.56 m (1,340.4 ft) | 지하 수직갱, 무기 개발   | 모카신 (TX-53 프라이머리)              | 67 kt       | 현장 내에서 누출 감지, 150 Ci (5,600 GBq) 미만  | [ 1 ] [ 8 ] [ 10 ] [ 11 ] [ 12 ] [ 15 ]       | 모카신 장치일 수 있음 (프로젝트 58 #2, HT-II 히달고에서 시험됨). |
| 마시멜로        | 1962년 6월 28일 17:00:00.11  | PST (-8 hrs) | NTS U16a 구역 북위 37° 00′ 33″ 서경 116° 12′ 07″ / 북위 37.00906° 서경 116.20193°            | 2,241 m (7,352 ft) - 310.9 m (1,020 ft)    | 터널, 무기 효과          | 킹글렛                                 | 20 kt 미만  | 현장 내에서 누출 감지, 35 kCi (1,300 TBq)       | [ 1 ] [ 8 ] [ 9 ] [ 10 ] [ 12 ]               | 저압실에서 고고도 효과 모의 실험, 성공적, 재진입 차량의 X선 효과 조사. |
| 새크라멘토      | 1962년 6월 30일 21:30:00.16  | PST (-8 hrs) | NTS U9v 구역 북위 37° 07′ 03″ 서경 116° 02′ 54″ / 북위 37.11737° 서경 116.04829°             | 1,246 m (4,088 ft) - 149.05 m (489.0 ft)   | 지하 수직갱, 무기 개발   | XW-58                                  | 4 kt        | I-131 누출 감지, 1 kCi (37 TBq) 미만            | [ 1 ] [ 8 ] [ 10 ] [ 11 ] [ 12 ] [ 15 ]       | 화이트 장치와 유사. |

1. ↑  미국, 프랑스, 영국은 자신들의 실험에 코드명을 부여했지만, 소련과 중국은 그러지 않아 실험 번호만 사용했다 (소련의 평화적 핵폭발은 예외적으로 명명되었다). 이름이 고유 명사가 아닌 이상 괄호 안의 단어는 영어로 번역되었다. 숫자 뒤에 대시가 붙으면 일제 사격 이벤트의 구성원임을 나타낸다. 미국은 때때로 그러한 일제 사격 실험에서 개별 폭발에 이름을 부여하기도 하여 "name1 – 1(with name2)"와 같이 표시되었다. 실험이 취소되거나 중단된 경우, 날짜 및 위치와 같은 행 데이터는 알려진 경우 의도된 계획을 나타낸다.
2. ↑  UT 시간을 표준 현지 시간으로 변환하려면 괄호 안의 시간을 UT 시간에 더하고, 현지 일광 절약 시간인 경우 한 시간을 추가로 더하라. 결과가 00:00 이전이면 24시간을 더하고 날짜에서 1을 빼며, 24:00 이상이면 24시간을 빼고 날짜에 1을 더하라. 과거 시간대 데이터는 IANA 시간대 데이터베이스에서 얻었다.
3. ↑  대략적인 지명과 위도/경도 참조; 로켓으로 운반된 실험의 경우, 폭발 위치 이전에 발사 위치가 지정된다 (알려진 경우). 일부 위치는 매우 정확하지만, 다른 위치 (예: 공중 투하 및 우주 폭발)는 매우 부정확할 수 있다. "~"는 해당 지역의 다른 실험과 공유되는 대략적인 형식적 위치를 나타낸다.
4. ↑  표고는 폭발 지점 바로 아래의 해수면 대비 지상 높이이며, 높이는 탑, 풍선, 수직갱, 터널, 공중 투하 또는 기타 장치에 의해 추가되거나 감소된 거리이다. 로켓 폭발의 경우 지상 높이는 "해당 없음"이다. 어떤 경우에는 높이가 절대 높이인지 지상 대비 높이인지 명확하지 않다 (예: 플럼밥/존). 숫자나 단위가 없으면 값이 알려지지 않은 것이며, "0"은 0을 의미한다. 이 열의 정렬은 표고와 높이를 합산한 값으로 이루어진다.
5. ↑  대기권, 공중 투하, 풍선, 포, 순항 미사일, 로켓, 지표면, 탑, 바지선은 모두 부분적 핵실험 금지 조약에 의해 금지된다. 밀폐된 수직갱과 터널은 지하에 있으며, PTBT 하에서도 유용했다. 의도적인 분화구 형성 실험은 경계선에 있으며, 조약 하에서도 실시되었고 때때로 항의를 받았지만, 실험이 평화적 용도로 선언되면 일반적으로 간과되었다.
6. ↑  무기 개발, 무기 효과, 안전 실험, 운송 안전 실험, 전쟁, 과학, 공동 검증 및 산업/평화적 용도를 포함하며, 더 세분화될 수 있다.
7. ↑  알려진 시험 품목에 대한 명칭, "?"는 이전 값에 대한 불확실성을 나타내며, 특정 장치에 대한 별명은 따옴표로 표시된다. 이 정보 범주는 공식적으로 공개되지 않는 경우가 많다.
8. ↑  톤, 킬로톤, 메가톤 단위로 추정된 에너지 핵출력. 1톤의 TNT 환산은 4.184 기가줄 (1 기가칼로리)로 정의된다.
9. ↑  알려진 경우, 즉발 중성자 외에 대기로 방출된 방사성 물질. 언급된 경우 측정된 종은 요오드-131만 해당되며, 그렇지 않은 경우 모든 종에 해당한다. 항목이 없으면 알 수 없음을 의미하며, 지하 실험인 경우 아마도 없을 것이고 그렇지 않은 경우 "모두"일 것이다. 그 외에는 알려진 경우 현장에서만 측정되었는지 또는 현장 외에서 측정되었는지에 대한 표기와 방출된 방사성 물질의 측정량이 포함된다.